# Piershil
Piershil – miasteczko w holenderskiej prowincji Holandia Południowa, w gminie Korendijk. Jest położona 5 km na południe od Spijkenisse. Było osobną gminą w latach 1817-1984.

## Sport
W miasteczku ma siedzibę amatorski klub piłkarski SV Piershil.